# Поверхность Зейферта

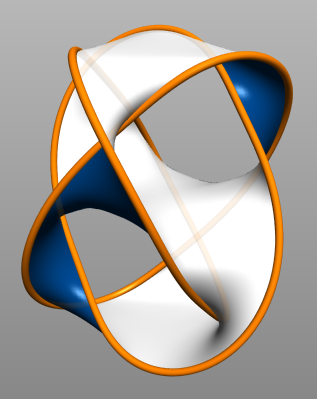
Ориентируемая поверхность в трёхмерном пространстве, край которой представляет собой зацепление Борромео.

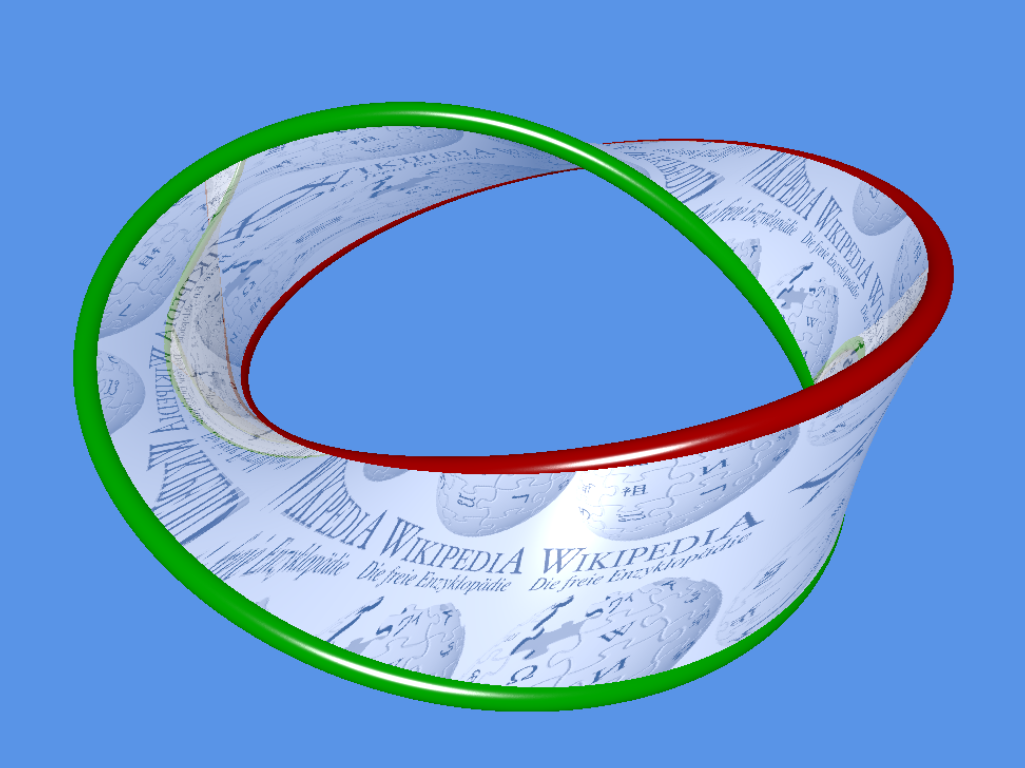
Кольцо (не лента Мёбиуса), являющееся поверхностью Зейферта зацепления Хопфа.

Поверхность Зейферта — вложенная в трёхмерное пространство поверхность, краем которой является данный узел или зацепление. Названа в честь Герберта Зейферта и является полезным инструментом в теории узлов.
Как показали Лев Понтрягин и Феликс Франкль, любое зацепление ограничивает некоторую поверхность Зейферта, причем много разных. В терминах поверхностей Зейферта определяются некоторые инварианты узлов, такие как многочлен Александера и сигнатура.

## Определение
Вложенная в трёхмерное пространство поверхность, краем которой является данное зацепление, называется его поверхностью Зейферта, если она связна, компактна и ориентируема.
Во избежание патологических примеров, таких как рогатая сфера Александера, обычно предполагают, что вложение поверхности является гладким. В таком случае зацепление должно быть ручным.
Условие ориентируемости существенно: край стандартного вложения ленты Мёбиуса является тривиальным узлом, однако не является его поверхностью Зейферта, поскольку неориентируем. Тем не менее, неориентированные поверхности, ограничивающие заданные зацепления, также рассматриваются в литературе.
В случае, когда у зацепления задана ориентация, обычно предполагается, что поверхность Зейферта тоже ориентирована, причем индуцирует на свой край ориентацию зацепления. В случае узлов данное условие несущественно, но в общем случае накладывает определённые ограничения на поверхность.
Аналогично определяется поверхность Зейферта для узлов и зацеплений в произвольных трёхмерных многообразиях. В этом случае поверхность Зейферта существует не всегда, а именно, условие существования эквивалентно гомологичности нулю данного зацепления.

## Свойства
Поверхность Зейферта зацепления может быть построена по любой его диаграмме так называемым алгоритмом Зейферта.
Свойство быть поверхностью Зейферта сохраняется при связном суммировании со сферой с ручками. Отсюда следует, что любое зацепление имеет бесконечно много негомеоморфных поверхностей Зейферта.
Узел тривиален в том и только в том случае, если он ограничивает диск. Следовательно, род любой поверхности Зейферта нетривиального узла больше нуля.
Каждая поверхность Зейферта зацепления {\displaystyle L} определяет гомологический класс во второй относительной группе гомологий {\displaystyle H_{2}(X_{L},\partial X_{L};\mathbb {Z} )\cong H_{1}(L;\mathbb {Z} )}, где {\displaystyle X_{L}} — дополнение зацепления {\displaystyle L}. Кроме того, любые две поверхности Зейферта гомологичны, то есть данный класс — один и тот же для всех таких поверхностей.

## Род узла
Родом узла или зацепления называется наименьшее значение рода всех его поверхностей Зейферта. Род зацепления {\displaystyle L} обозначается символом {\displaystyle g(L)}.
Например, род узла равен нулю тогда и только тогда, когда этот узел тривиален. Род трилистника и восьмёрки равен единице. Род торического узла {\displaystyle T_{p,q}} типа {\displaystyle (p,q)} вычисляется по формуле
{\displaystyle g(T_{p,q})=(p-1)(q-1)/2}.
Последнее можно вывести из того, что степень многочлена Александера любого узла является оценкой снизу на его удвоенный род.
Фундаментальным свойством рода является его аддитивность по отношению к сумме узлов:
{\displaystyle g(K_{1}\#K_{2})=g(K_{1})+g(K_{2})}.